# حي المربع

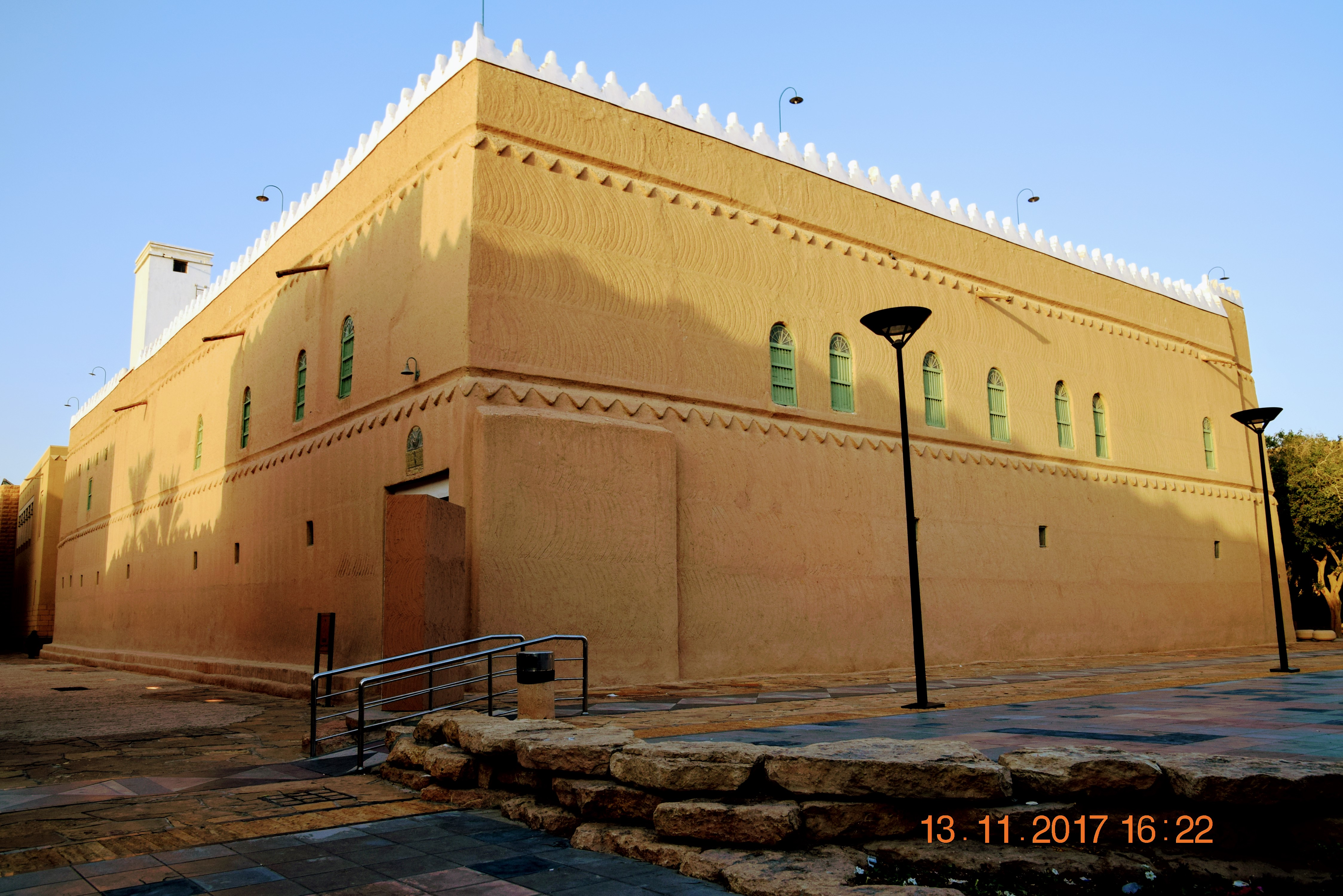
قصر المربع

حي المربع، يعتبر من أقدم وأشهر الأحياء السكنية في الرياض، ويمتاز بوجود متحف الملك عبد العزيز التاريخي وهو يعد معلماً وطنياً على مستوى المملكة، ويضم أيضاً قصر المربع الذي كان قديماً مقراً لإقامة مؤسس المملكة العربية السعودية الملك عبد العزيز بن عبد الرحمن آل سعود -رحمه الله- مع أسرته، ثم أصبح فيما بعد مركزاً لجميع القرارات الإدارية وكذلك مقراً لاستقبال ضيوف الملك، وعرف باسم الديوان.
ويشتهر حي المربع بكثرة وجود الوزارات والدوائر الحكومية. ويعد من الأحياء التابعة لبلدية الملز

## الموقع

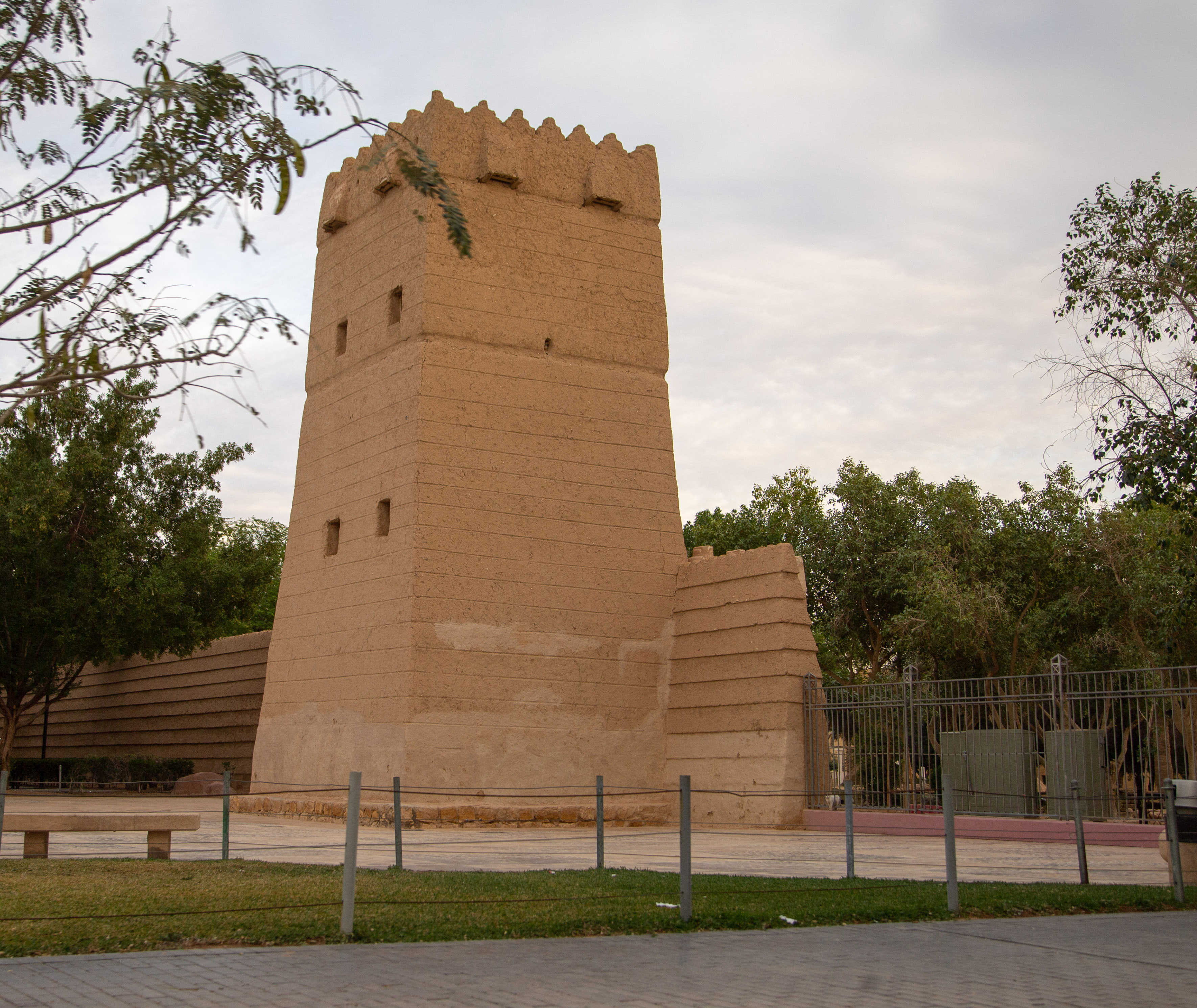

يقع حي المربع تحديداً في وسط مدينة الرياض، وتقدر مساحة الحي بقرابة 4.88 كيلومتر مربع. ويحد الحي من الجهة الشرقية طريق الملك عبد العزيز وحي الملز، ويحده من الجهة الجنوبية طريق الملك سعود وحي الفوطة، ويحده من الجهة الغربية طريق الملك فهد وحي النموذجية، ويحده من الجهة الشمالية طريق الملك سعود وحي السليمانية.

## عن الحي
البداية تعود لعام 1355 هـ حينما وجّه الملك عبد العزيز - رحمه الله - بالشروع في بناء مجمّع من القصور خارج حدود الرياض في ذلك الوقت، سُميت بعد اكتمالها عام 1357هـ بقصور المربع، إلا أن العلم الأبرز وحجر الزاوية، ديوان الملك عبد العزيز المعروف بـ«قصر المربع»، إذ شهد استضافة العديد من ملوك الدول العربية والإسلامية ورؤسائها، وشهد أحداثاً رئيسة وقرارات ملكية في تاريخ البلاد منها إنشاء وزارة الدفاع، والإذاعة، ومؤسسة النقد العربي السعودي - فيما بعد البنك المركزي السعودي - وإصدار العملة، والمدارس النظامية، وإنشاء السكة الحديد بين الرياض والدمام، إضافة لإصدار الأنظمة منها نظام البرق، والطرق والمباني، والتقاعد، والعمل والعمال، والغرف التجارية وجوازات السفر.
وزامنت فترة التأسيس وعمارة الموقع مقتضيات الحياة بشكل عام، فجاور تلك القصور «جامع الملك عبد العزيز»، وفي جانب آخر بني «مسجد المدى»، ووفرت مصادر المياه من الآبار المحيطة ولا تزال البئر القديمة في موضعها.
بواعث الولوج إلى مرحلة التطور العمراني ترجمت على الواقع باكتمال تشييد «القصر الأحمر» عام هـ 1364 هـ، حيث أمر الملك عبد العزيز ببنائه عام 1362هـ لابنه الملك سعود عندما كان ولياً للعهد، فكان نقلة نوعية في أساليب العمارة الحديثة، وتحفة معمارية حتى يومنا بتفاصيله ولونه المميز.
ويعلو شامخاً في سماء حي المربع «برج المياه» بارتفاع 61 متراً، مكتسباً منذ إنشائه عام 1391 هـ صفة أشهر معلم حضاري وبتصميمه رمزية لمدينة الرياض، في الوقت ذاته دلالة على ركب التطور والتنامي المتزايد في العاصمة وتمدد أحيائها الأمر الذي استوجب تأمين ضخ للمياه في أرجائها آنذاك.
ذاكرة المكان مع ما فرضه عامل التطوير من إزالة لبعض المواقع لا زالت تحتفظ بالعديد من المعالم منها: مدرسة اليمامة الثانوية التي خلدت في نصب تذكاري أسماء خريجيها، ومقر الحرس الوطني، ومبنى البريد، والمركز والمسرح الثقافي شمال حديقة الفوطة المعروفة، والقصور الطينية، وارتباط حي المربع بدخول السينما فترة الثمانيات الهجرية.

## أبرز المعالم
- محكمة التنفيذ
- وزارة التعليم – مكتب البنات
- المؤسسة العامة للتدريب التقني والمهني
- المؤسسة العامة للتدريب التقني والمهني في حي المربع – الرياض
- المؤسسة العامة للتعاقد
- جوازات منطقة الرياض
- الإدارة العامة للتعليم بمنطقة الرياض
- وكالة الوزارة للقدرات الأمنية
- شركة تطوير التعليم القابضة
- وزارة الحج والعمرة
- البنك الأهلي – الإدارة العامة
- البنك الفرنسي السعودي – الإدارة العامة
- الغرفة التجارية الصناعية الرياض
- الهيئة العامة للموانئ
- الهيئة العامة للإحصاء
- مركز صحي المربع
- فندق كراون بلازا قصر الرياض
- فندق كراون بلازا قصر الرياض في حي المربع – الرياض
- الإدارة العامة للاتصالات وتقنية المعلومات
- الأمن العام
- مكتب الاستقدام بالرياض
- وزارة البيئة والمياه والزراعة
- المديرية العامة لحرس الحدود
- مبنى تقنية المعلومات – وزارة التجارة والاستثمار
- هيئة الزكاة والضريبة والجمارك – الإدارة العامة
- المحكمة الإدارية بالرياض
- الرئاسة العامة لهيئة الأمر بالمعروف والنهي عن المنكر
- المتحف الوطني السعودي
- قصر المربع التاريخي[3]

## المطاعم والمقاهي
- مقهى الليالي الشرقية
- دلتا كافيه
- مقهى دانكن دونتس
- بارنز كافيه
- مقهى كاربيو
- ستاربكس كافيه
- مطعم صب واي
- مطعم الطازج
- مطعم هرفي
- مطعم دومينوز بيتزا
- مطعم البيك
- مطعم دجاج تكساس
- مطعم دجاج كنتاكي

## أماكن الترفيه والتسوق
- بنده
- سوق جملة السمك
- رياض افنيو
- حديقة المربع
- منتزه المتحف الوطني[4]